# Upton Park F.C.
Upton Park Football Club – piłkarski klub amatorski z siedzibą w Londynie z przełomu XIX i XX wieku. Jeden z piętnastu zespołów, które przystąpiły do 1. edycji Pucharu Anglii. Reprezentował Wielką Brytanię na Igrzyskach Olimpijskich w Paryżu w 1900 roku, zdobywając złoty medal.
Oryginalne stroje klubu to koszule w czerwono-czarne pasy i białe spodenki.

## Historia
Upton Park F.C. założono w 1866 roku. Pięć lat później przystąpił do inauguracyjnej edycji Pucharu Anglii, zaś w sezonie 1882/1883 zwyciężył w London Senior Cup. Klub z Londynu był w pełni amatorski, mimo to po części przyczynił się do legalizacji profesjonalizmu w piłce nożnej po oskarżeniu zarządu Preston North End o nielegalne opłacanie swoich piłkarzy w 1884 roku. Klub z Lancashire został zdyskwalifikowany i zagroził odłączeniem się od Football Association.
W efekcie, w 1885 roku, Związek zezwolił na wynagradzanie piłkarzy, co można uznać za początek profesjonalizmu w angielskiej piłce nożnej.
Klub rozwiązano po raz pierwszy w 1887, ale już po czterech latach nastąpiła reaktywacja. W 1892 roku byli jednym z siedmiu założycieli Southern Aliance – ligi amatorskiej, która przetrwała zaledwie rok.
Na olimpiadzie w Paryżu reprezentował Wielką Brytanię i zdobył złoty medal po zwycięstwie 4:0 nad francuskim zespołem USFSA XI. Upton Park wystąpił w składzie:
James Jones; Claude Buckenham, William Gosling; Alfred Chalk, Tom Burridge, William Quash; Richard Turner – 1 bramka, Frederick Spackman, John Nicholas – 2 bramki, Jack Zealley – 1 bramka, Henry Haslam (kapitan).
Pomimo podobieństwa w nazwie do stadionu Upton Park (oficjalna nazwa to Boleyn Ground), klub nie miał żadnego związku z West Hamem (znanym wówczas jako Thames Ironworks F.C.), ani też nigdy nie występował na jego obiekcie.
Upton Park występował do 1911 roku. Turniej o Upton Park Trophy, o które rywalizują zwycięzcy lig z Guernsey i Jersey, gdzie w 1906 tournée odbyła drużyna Upton Park

## Znani piłkarze
W Upton Park występowali między innymi Charles William Alcock, późniejszy prezydent Football Association, sędzia pierwszych trzech meczów finałowych Pucharu Anglii Alfred Stair, reprezentanci kraju Segar Bastard, Clement Mitchell i Conrad Warner. Claude Buckenham, który grał na igrzyskach olimpijskich w Paryżu, był reprezentantem Anglii w krykiecie.

## Osiągnięcia klubu w Pucharze Anglii
| Sezon     | Runda |
| --------- | ----- |
| 1871/1872 | 1.    |
| 1872/1873 | 1.    |
| 1873/1874 | 1.    |
| 1874/1875 | 1.    |
| 1875/1876 | 1.    |
| 1876/1877 | 4.    |
| 1877/1878 | 4.    |
| 1878/1879 | 2.    |

| Sezon     | Runda            |
| --------- | ---------------- |
| 1879/1880 | 2.               |
| 1880/1881 | 4.               |
| 1881/1882 | 5. (ćwierćfinał) |
| 1882/1883 | 2.               |
| 1883/1884 | 5. (ćwierćfinał) |
| 1884/1885 | 3.               |
| 1885/1886 | 2.               |
| 1886/1887 | 2.               |